# 옥산 김씨
옥산 김씨(玉山金氏)는 경상남도 사천시 사천읍 옥산로를 본관으로 하는 성씨이다.
리나앤프렌즈 캐릭터 족보에 의거하여 나열.

## 김씨계도
원조 김알지
2세 성한왕
3세 아도왕
4세 수류왕
5세 욱보왕
6세 구도왕
7세 말구왕
8세 내물왕
9세 북호왕
10세 습보왕
11세 지증왕
12세 입종왕
13세 진흥왕
14세 진지왕
15세 용수왕
16세 현성왕
17세 신영왕
18세 명덕왕
비조 원성왕
20세 혜강왕
21세 성덕왕
22세 신무왕
23세 문성왕
24세 민공왕
25세 의흥왕
26세 신흥왕
27세 경순왕
시조 마의태자

## 옥산 김씨 시조계편
- 시조 마의태자
  - 2세 김인성
    - 3세 김민성
      - 4세 김겸휘
        - 5세 김계문
          - 6세 김문석
            - 7세 김시진
            - 7세 김시현

## 옥산 김씨 진수공파
- 7세 김시진
  - 8세 김진수
    - 9세 김수공
      - 10세 김광휘
        - 11세 김반화
          - 12세 김벽환

## 옥산 김씨 사계파
- 7세 김시진
  - 8세 김진민
    - 9세 김수광
      - 10세 김광전
        - 11세 김반진
          - 12세 김경환(진사공파)
          - 12세 김인환(벽진공파)
          - 12세 김준환(학사공파)
          - 12세 김팽환(시중공파)

## 옥산 김씨(분수공파)
- 7세 김시현
  - 8세 김진
    - 9세 김수긴
      - 10세 김광진
        - 11세 김반형

### 12세 김빈환~ 17세 김현우
- 13세 김벽진
  - 14세 김관경
    - 15세 김정수(판서공파)

  - 14세 김관한
    - 15세 김정경
      - 16세 김창정
      - 16세 김창현
      - 16세 김창병
        - 17세 김현우

### 17세 김현우~24세손
- 17세 김현우
  - 18세 김덕수
  - 18세 김덕진
  - 18세 김덕천
    - 19세 김방경
      - 20세 김주운
        - 21세 김부교
          - 22세 김븬수
            - 23세 김잔기
            - 23세 김잔돈
            - 23세 김잔밤
              - 24세 김영철
              - 24세 김영운

## 24세 김영철계
- 24세 김영철
  - 25세 김분자
    - 26세 김븐슨
      - 27세 김왕견
        - 28세 김부신
          - 29세 김진진
            - 30세 김신
              - 31세 김빈
                - 32세 김득성
                  - 33세 김반휘
                    - 34세 김준근
                      - 35세 김민국
                        - 36세 김병철
                        - 36세 김병장

## 36세 김병철계

### 37세 김치승계
- 37세 김치승
  - 38세 김순덕
    - 39세 김댕정
      - 40세 김파연
      - 증손녀 김파진

    - 39세 김댕형
    - 손녀 김댕기머리
    - 전손부 김선향
      - 증손녀 김지민
      - 증손녀 김미니
      - 40세 김도윤

    - 현손부 엄길한
      - 증손녀 엄지윤

    - 손녀 김댕방
    - 손녀 김댕실

  - 38세 김진덕
    - 39세 김만덕
      - 40세 김보승

  - 38세 김선덕
    - 39세 김경양
      - 증손녀 김민첸

  - 38세 김윤덕
    - 39세(녀) 김채린
    - 손부 메리 앵커
      - 외증손녀 린첸
      - 외증손녀 체리

### 37세 김치연계
- 37세 김치연
  - 38세 김만덕
    - 39세 김용용
      - 40세 김용

  - 38세 김경덕
    - 39세 김준수
      - 증손녀 김유니
      - 40세 김유돌

  - 38세 김신덕
  - 38세 김잔덕
  - 38세 김우덕
    - 39세 김준콘
      - 40세 김코니